# Ours
«Ours» (Наше) — песня американской кантри и поп-певицы и автора песен Тейлор Свифт с её третьего студийного альбома Speak Now (2010). Песня была написана самой певицей, а сопродюсером стал Нэтан Чапман. Песня вышла в качестве 6-го финального сингла с альбома и стала 6-м хитом певицы во главе кантри-чарта США (№ 1 в Hot Country Songs).

## История
«Ours» вышел 8 ноября 2011 года как промосингл с альбома Speak Now на лейбле Big Machine Records. В качестве CD-сингла песня появилась в магазинах US Wal-Mart вместе с живым концертным альбомом. Песня стала шестым синглом с альбома Speak Now, а официальный релиз состоялся 28 ноября 2011 года, но на кантри-радио она появилась только 5 декабря 2011 года. С альбома Speak Now это был 5-й сингл на кантри-радио.
Песня дебютировала на № 5 в цифровом чарте Hot Digital Songs и на № 13 в основном американском хит-параде Billboard Hot 100. К августу 2012 году было продано 1,224,000 копий сингла в США и он был сертифицирован в платиновом статусе RIAA. Песня появилась на № 68 в Канаде, на № 181 Великобритании и на № 91 в Австралии. 3 марта 2012 года «Ours» стала 15-м подряд хитом Свифт, попавшим в Top-10 в кантри-чарте Hot Country Songs. Это сделало Тейлор первой женщиной в истории, начавшей её появление в кантри хит-параде с 15 подряд Top-10, начиная с его запуска в 1944 году. 31 марта 2012 года «Ours» возглавил Billboard Country Songs и стал 6-м хитом Свифт, возглавившим кантри-чарт вслед за «Our Song» (2007—2008), «Should've Said No» (2008), «Love Story» (2008), «You Belong with Me» (2009) и «Sparks Fly» (2011). К ноябрю 2014 года сингл «Ours» был продан в количестве 1.4 млн копий в США.
...Люди закидывают камнями самые прекрасные вещи

Но они не могут взять то, что принадлежит нам

Ставки высоки, вода горька

Но эта любовь – только наша.

...But this love is ours. Тейлор Свифт

## Награды и номинации
Песня получила 2 номинации American Country Awards в категориях Female Single of the Year и Female Video of the Year (2012), номинацию CMT Music Awards в категории Female Video of the Year (2012) и выиграла награду BMI Country Awards в категории Country Awards Top 50 Songs (2013).
| Год  | Организация             | Награда/работа              | Резщультат | Ссылка |
| ---- | ----------------------- | --------------------------- | ---------- | ------ |
| 2012 | American Country Awards | Female Single of the Year   | Номинация  | [ 18 ] |
| 2012 | American Country Awards | Female Video of the Year    | Номинация  | [ 18 ] |
| 2012 | CMT Music Awards        | Female Video of the Year    | Номинация  | [ 19 ] |
| 2013 | BMI Awards              | Country Awards Top 50 Songs | Победа     | [ 20 ] |

## Музыкальное видео
Премьера видеоклипа прошла на E! News и E! Online 2 декабря 2011 в 7:00pm ET. Режиссёром стал Диклен Уайтблюм (Declan Whitebloom), который уже работал над клипом Свифт «Mean». Продвигая клип Свифт выпустила на своём сайте 13 эпизодов подготовки музыкального видео («webisodes»), ежедневно выкладывая их в сети.

## Список композиций
- Digital download[5]

1. «Ours» — 3:58

- CD single[6]

1. «Ours» — 3:58
2. «Ours» (Live) — 4:12

## Чарты и сертификации

### Еженедельные чарты
| Чарт (2010-12)                       | Высшая позиция |
| ------------------------------------ | -------------- |
| Australia (ARIA)                     | 91             |
| Канада (Billboard Canadian Hot 100)  | 68             |
| UK Singles (Official Charts Company) | 181            |
| США (Billboard Hot 100)              | 13             |
| США (Billboard Hot Country Songs)    | 1              |

### Сертификации
| Регион | Сертификация | Продажи   |
| --- | ------------ | --------- |
| США (RIAA) | Платиновый   | 1,400,000 |
| * Данные о продажах приведены только на основе сертификации. ^ Данные о тиражах приведены только на основе сертификации. |              |           |

### Итоговый годовой чарт
| Чарт (2012)                  | Позиция |
| ---------------------------- | ------- |
| US Country Songs (Billboard) | 37      |

## «Ours (Taylor’s Version)»
Подписав новый контракт с Republic Records, Свифт начала перезаписывать свои первые шесть студийных альбомов в ноябре 2020 года. Это решение было принято после публичного спора между Свифт и менеджером талантов Скутером Брауном, который в 2019 году приобрел Big Machine Records, включая выпущенные лейблом мастера альбомов Свифт. Перезаписав свой каталог, Свифт получила полное право собственности на новые мастер-записи, включая лицензирование авторских прав на ее песни, что обесценило старые мастера, принадлежавшие Big Machine.
Перезаписанная версия песни «Ours» под названием «Ours (Taylor’s Version)» была выпущена 7 июля 2023 года на лейбле Republic Records в рамках альбома Speak Now (Taylor’s Version), третьего перезаписанного альбома Свифт. Альбом был официально анонсирован 5 мая 2023 года на концерте Eras Tour в Нашвилле. Песня «Ours (Taylor’s Version)» стала 15-й на альбоме, когда треклист был официально опубликован 5 июня.